# Philippe de Lenoncourt
Philippe de Lenoncourt (Lorraine, 1527 - Roma, 13 de dezembro de 1592) foi um cardeal do século XVII

## Biografia
Nasceu em Lorraine em 1527, no castelo de seu feudo em Lorraine, França. De uma família antiga e nobre. Filho de Henri de Lénoncourt, conde de Nanteuil-le-Haudoin, governador de Valois, e de Marguerite de Broyes, dama de Nanteuil e de Pacy. Ele tinha uma irmã, Jeanne de Lénoncourt, que se casou com René de Laval, senhor de Bois-Dauphin. Sobrinho do cardeal Robert de Lénoncourt (1538).
Foi com seu tio, o cardeal, para Roma. Ao regressar tomou o hábito eclesiástico. Clérigo da diocese de Meaux. Nomeado bispo de Châlons-sur-Marne pelo rei da França indicando que tinha 27 anos, a idade canônica. A disposição foi revalidada em 31 de maio de 1550 ocasional falsæ expressione ætatis , apesar do erro inicial quanto à sua idade (1) . Conselheiro real do rei Henrique III da França (2) . Preceptor da Ordem de Saint-Esprit ..
Eleito bispo de Châlons-sur-Marne, em 30 de maio de 1550; sucedeu seu tio, o cardeal Robert de Lénoncourt. Consagrado (nenhuma informação encontrada). Abade commendatario da abadia cisterciense de Barbello, arquidiocese de Sens, 1552. Abade commendatario do mosteiro de Saint-Martin de Spernaco , 1552. Renunciou ao governo da diocese de Châlons-sur-Marne antes de 13 de abril de 1556. Transferido para o sé de Auxerre, 7 de fevereiro de 1560; sucedeu a seu tio, o cardeal, administrador da diocese. Abade commendatario de Rabais e de Oigny. Prior de la Charité. Renunciou ao governo da diocese antes de 16 de dezembro de 1562. Comendador das ordens régias, em 13 de dezembro de 1578..
Criado cardeal sacerdote no consistório de 16 de novembro de 1586; recebeu o gorro vermelho e o título de S. Onofrio, a 15 de janeiro de 1588. Prefeito da SC do Índice de Livros Proibidos, 1588. Participou do primeiro conclave de 1590 , que elegeu o Papa Urbano VII. Participou do segundo conclave de 1590, que elegeu o papa Gregório XIV. Participou do conclave de 1591, que elegeu o Papa Inocêncio IX. Participou do conclave de 1592, que elegeu o Papa Clemente VIII..
Morreu em Roma em 13 de dezembro de 1592 . Enterrado na catedral metropolitana de Reims.